# Bezirk Pettau

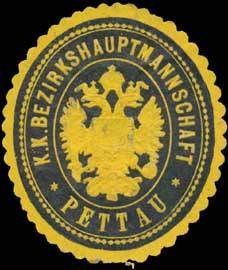
Bezirkshauptmannschaft Pettau – Siegelmarke

Der Bezirk Pettau (slowenisch okraj Ptuj) war ein politischer Bezirk im Kronland Steiermark. Der Bezirk umfasste die Gebiete der Gerichtsbezirke Pettau, Friedau und Rohitsch im  Südosten der Untersteiermark. Sitz der Bezirkshauptmannschaft (slowenisch Okrajno glavarstvo Ptuj) war Pettau.
Das Gebiet wurde nach dem Ersten Weltkrieg im Zuge des Vertrags von Saint-Germain 1919 Jugoslawien zugeschlagen und ist seit 1991 Teil der Republik Slowenien.

## Geografie
Der Bezirk Pettau rund um das Gebiet der Drau befindet sich im pannonischen Teil Sloweniens.

## Geschichte
Der Bezirk Pettau wurde im Zuge der Trennung der politischen von der judikativen Verwaltung 1868 gebildet.